# 于四裳
于四裳（？—？），山東濟南府青城縣人，清朝政治人物。

## 生平
明朝監察御史于永清之子。順治二年（1645年）乙酉科山東鄉試第一名舉人，即清代山東首位解元，順治三年（1646年）丙戌科進士。授直隸南宮縣知縣，調湖廣新田縣知縣。